# Ludvík Ochrana
Ludvík Ochrana (14. května 1814 Champagnole, Francie – 28. prosince 1877 Stěbořice, Rakousko-Uhersko) byl český katolický kněz a národní buditel ve Slezsku.
Narodil se během válečného protinapoleonského tažení v roce 1814. Vystudoval gymnázium v Opavě a od roku 1834 pokračoval ve studiu na bohoslovecké fakultě v Olomouci. Dne 20. září 1838 byl vysvěcen na kněze a po vysvěcení byl jmenován kooperátorem v Komárově. Zde působil i jako učitel v hraběcí rodině Blücherů. V lednu 1850 se stal administrátorem ve Stěbořicích a v roce 1852 byl zde jmenován farářem. V roce 1876 stal v čele přípravného výboru Matice opavské a po jejím zřízení byl v únoru 1877 zvolen prvním předsedou matice. Zemřel na konci roku 1877 a byl pohřben na hřbitově ve Stěbořicích. V Opavě je po něm pojmenována ulice Ochranova.